# Jesús Muñoz Tébar
Jesús Muñoz Tébar (Caracas, Venezuela, 17 de enero de 1847 - 21 de septiembre de 1909) fue un Ingeniero, militar, político e historiador venezolano. Fundador del Ministerio de Obras Públicas 1874, ocupó este cargo en cinco ocasiones bajo la hegemonía del Ilustre Americano Antonio Guzmán Blanco. Fue vicepresidente de la República, Rector de la Universidad Central de Venezuela, Director de la Academia Nacional de la Historia, Ministro de Hacienda. Dedicó su vida a la administración pública, se le conoce por ser una de las figuras que más contribuyó en la modernización de Caracas y su infraestructura física, llamado en su época como el “constructor” del guzmancismo. Sus obras más destacables son el Teatro Municipal y el Hospital Vargas de Caracas.

## Primeros años
Jesús Muñoz Tébar Portillo nació en Caracas el 17 de enero de 1847, hijo del General de División independentista Juan Antonio Muñoz Tébar y de Manuela Portillo Prado, nace durante la presidencia de Carlos Soublette, en una Venezuela sumida en enfrentamientos de caudillos.
Crece bajo el seno de una familia liberal y con el legado de un antepasado patriota; su tío Antonio Muñoz Tébar quien fue congresista, periodista y hombre público y tuvo una activa participación en la lucha por la emancipación de Venezuela. Al iniciarse el movimiento del 19 de abril de 1810, abandonó los estudios y el convento, y participó con vehemencia en la campaña por la libertad de Venezuela.
En su formación fueron fundamentales las figuras del médico Don Gerónimo Blanco y el Doctor en Ciencias Exactas Don Manuel María Urbaneja, quienes lo ayudaron a modelar su conducta como hombre público, humanista y profesional, es así como con tan solo 14 años, Jesús Muñoz Tébar ya colaboraba con el mantenimiento de la disciplina en el recinto escolar.
En 1863 comenzó su carrera pública trabajando en la Secretaría de Guerra y Marina. Cursa sus estudios en el Colegio Vargas de Caracas y se gradúa de la Academia Militar de Matemáticas en 1866 con el grado de Teniente de Ingenieros y fue designado Subsecretario de gobierno del Estado Aragua al mando del General Francisco Linares Alcántara y asciende a secretario del departamento de Marina. Ese mismo año contrajo nupcias con María de Jesús González y el enlace tuvo 4 hijos: Luis Muñoz Tébar (LUMET), Ramón Muñoz Tébar, Manuel Muñoz Tébar e Isabel.

## Funciones durante el Guzmancismo
En 1871, durante el mandato de Antonio Guzmán Blanco, obtiene el cargo de Secretario de la Dirección Nacional de la Instrucción Primaria, en donde busca impulsar nuevas iniciativas orientadas a extender la educación popular por todo el país y en 1872 es nombrado Director de la Escuela Modelo del presidente Antonio Guzmán Blanco, que pretendía aplicar los modelos pedagógicos de Francia y Estados Unidos.

Para 1873 el presidente Guzmán Blanco lo llama para que sea su Ministro de Fomento, en donde el gobierno puso todos sus esfuerzos técnicos para la realización de proyectos destinados a la modernización de la ciudad de Caracas. Muñoz Tébar ocupó el cargo con tal eficiencia que el Ministerio de Fomentos se rebasa y le escribe al presidente: 
"El quebranto de mi salud a causa de la vida sedentaria que he llevado hasta ahora me ha obligado a renunciar".
A la vez que le solicita un empleo en los trabajos del ferrocarril, pero, en 1874 cuando nace el Ministerio de Obras Públicas, Guzmán Blanco nombra como primer titular a Jesús Muñoz Tébar. Sin embargo, a sólo dos meses de su instalación oficial, el Ejecutivo, ante un alzamiento militar, suspende los trabajos de construcción de todas las obras públicas en el país. Pero en enero de 1875 se retomará el MOP y Muñoz Tébar volverá a figurar como ministro, aunque unos meses más tardes volverá a renunciar al cargo escribiéndole a Guzmán Blanco: 
“(…) me será imposible continuar desempeñando el Ministerio de Obras Públicas con la asiduidad que hasta ahora y creo que a satisfacción de Ud. Este Importante Ministerio necesita de un individuo que le consagre en absoluto, y de un modo muy serio, todas las horas del día y aún algunas de la noche, sin Interrupción, y pues observo que no podré hacerlo yo así en lo sucesivo, me apresuro a comunicarle a Ud. y a suplicarle se digne pensar en el Individuo que deba reemplazarme”. 
Así aparece en septiembre de 1875 Muñoz Tébar como comisionado de la fortificación de los puertos de La Guaira y Puerto Cabello, viajando a Filadelfia para escoger y comprar los cañones que debían colocarse en el Fuerte San Carlos y el Castillo El Vigía y además queda a cargo de los preparativos para la construcción de la casa que Guzmán Blanco planeaba hacer en Macuto, lo que lo mantendrá ocupado hasta 1876.

En abril de 1876, Guzmán Blanco firmó el decreto para la construcción del Teatro Guzmán Blanco, hoy Teatro Municipal de Caracas, cuyos trabajos se iniciaron el 1 de mayo de 1876, sin embargo, no aparece rastro alguno del proyecto en las referencias historiográficas del MOP de 1876 presentada por el ministro Roberto García, que había reemplazado a Muñoz Tébar en septiembre de 1875 cuando éste renunció. Del 28 de abril al 8 de julio de 1876, Muñoz Tébar fue nuevamente Ministro de Obras Públicas y se encargó de supervisar el proyecto del teatro siguiendo los planos del arquitecto francés Esteban Ricard. El proceso de construcción pasó por varios inconvenientes lo que lleva a que Muñoz Tébar le escriba al presidente lo siguiente: 

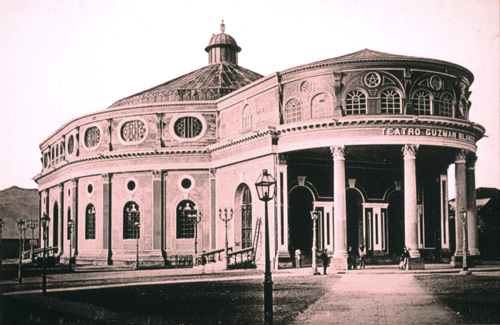
Teatro Guzmán Blanco. Nuevo Teatro de la ópera, Caracas. Foto de Federico C. Lessmann, 1905.

“(…) Tengo la creencia, General, de que con las dificultades con que se lucha actualmente en las obras públicas del Distrito, no podrán terminarse felizmente, como Ud. lo desea, para fines de este año; y esto, por una parte, me preocupa muchísimo. Además, pesa hoy sobre todos los empleados en las obras públicas un fardo vergonzoso de desconfianza, porque se cree, y se hace saber a Ud. que, en todas, o en la mayor parte de ellas, hay lucros ilegales y desórdenes consiguientes. Esto llega ya a mortificarme de un modo extraordinario porque hiere mi reputación, único tesoro que tengo y de que soy avaro, pues claro es que, si con frecuencia hay serios desagrados con los principales empleados en las obras por el mal cumplimiento de sus deberes, esto afecta ante Ud. y ante el público al primero de esos empleados; que soy yo. (…) Después de estas Ingenuas manifestaciones, dígnese Ud. aceptar la súplica muy encarecida que le hago, de permitirme que me separe del Ministerio de Obras Públicas”. 
El presidente le concedió la renuncia y en 1877 las obras del Teatro se paralizaron y no fue hasta 1880 que Muñoz Tébar volvió a ocupar el cargo de Ministro de Obras Públicas y Antonio Guzmán Blanco ordenó que se reanudaran los trabajos siguiendo los planos que había elaborado el ingeniero Ricard bajo la supervisión de Muñoz Tébar, quien, haciendo caso omiso a las órdenes del presidente, introdujo numerosas reformas en los planos de Estaban Ricard, cambiando radicalmente la estructura original. Finalmente, el teatro se inaugura el 1 de enero de 1881.

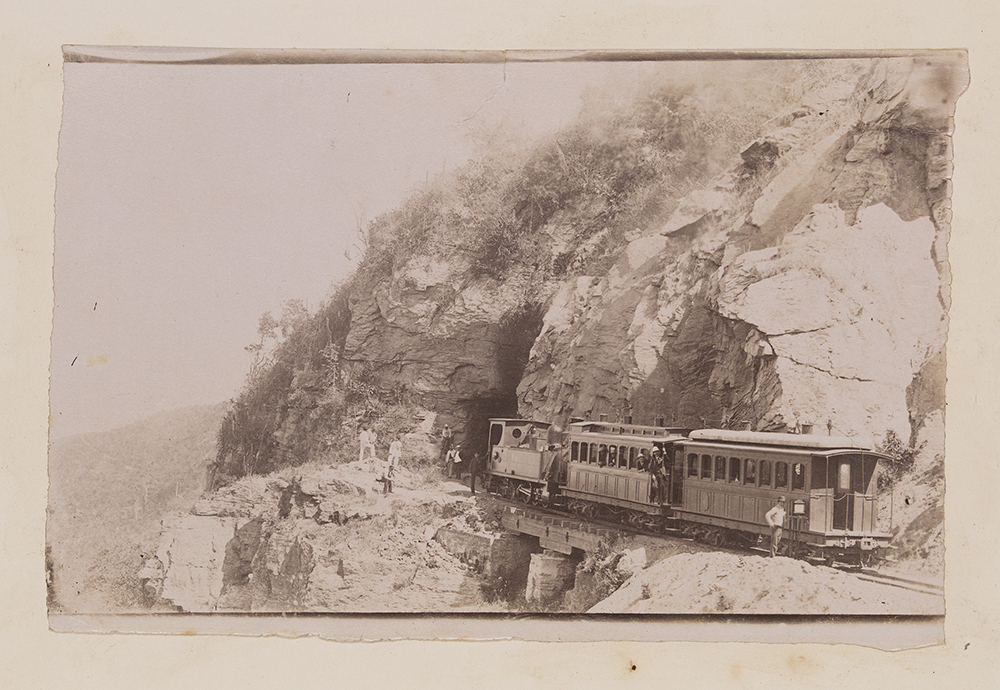
Ferrocarril Caracas- La Guaira (1883)

Luego de la exitosa conclusión de las obras del Teatro Guzmán Blanco, las obras públicas giraron en torno al ferrocarril Caracas-La Guaira, en donde Jesús Muñoz Tébar estuvo trabajando como ingeniero residente. Muñoz Tébar había estado trabajando en la obra con diferentes responsabilidades desde diciembre de 1880, entre ellas director general durante quince meses, sin embargo, en 1882 decide separarse de la administración de los trabajos del ferrocarril para continuar solamente en asuntos de ingeniero. El Ferrocarril se inaugura a tiempo para celebrar el centenario del natalicio de Simón Bolívar en 1883.
El 4 de julio de 1882 el presidente decreta la construcción del Palacio de la Exhibición, luego de haber aprobado los planos de Hurtado Manrique, con un presupuesto de cuatrocientos mil bolívares que serían administrados por una Junta de Fomento nombrada para tal fin; así Jesús Muñoz Tébar desempeña su última labor bajo el gobierno de Guzmán Blanco como director científico e inspector general de la obra.

## Últimos años
Ejerció la docencia en tres ocasiones (1868,1870 y 1872) en la Academia de Matemáticas. En 1871 fue nombrado Secretario de la Dirección Nacional de la Instrucción Primaria y en 1872 director de la Escuela Modelo del presidente Antonio Guzmán Blanco. En 1873 cumple como Ministro de Fomento en donde dirige los trabajos de la carretera de Puerto Cabello, Edo. Carabobo a San Felipe, Edo. Yaracuy. En 1874 ayuda en la creación del Ministerio de Obras Públicas, quedando a cargo de este despacho en cinco ocasiones (1874, 1876, 1880, 1888 y 1892); y supervisa la construcción de carreteras, puentes e iglesias, como La Pastora, La Trinidad y Corazón de Jesús. Doctor en filosofía en la Universidad Central de Venezuela (UCV) en 1877 y en dos oportunidades (1887 y 1906) fue rector de la misma universidad. También planifica los sistemas de fortificaciones en Puerto Cabello y La Guaira, Edo. Vargas y modifica la estructura del Teatro Guzmán Blanco, hoy Teatro Municipal, y termina su construcción. Forma parte del gabinete de gobierno de Crespo en 1892 y diseña el Hospital Vargas de Caracas.
En 1890 publica su libro El Personalismo y el Legalismo y 1894 figura como presidente provisional y gobernador constitucional del Estado Zulia, en 1898 es nombrado 2.º Vicepresidente de la República de Venezuela. En 1902 se exilia en la Isla de Puerto Rico, donde comienza a trabajar en la Compañía de Ferrocarriles de Puerto Rico, en el ramal Hormigueros y San Germán, pero regresa a Venezuela en 1904 a raíz del bloqueo de las costas venezolanas. Finalmente, el último cargo que desempeñó fue como ministro de Hacienda y Crédito Público en 1909 bajo el mandato de Juan Vicente Gómez. Fallece en Caracas el 7 de septiembre de 1909.

## Obras destacadas
Entre sus obras más importantes destacan:
- Teatro Guzmán Blanco (Caracas, 1881)
- Ferrocarril Caracas-La Guaira (1883)
- Hospital Vargas ( Caracas, 1891)